# Криппен, Роберт
Ро́берт Ло́рел Кри́ппен (англ. Robert Laurel Crippen; род. 11 сентября 1937) — американский инженер, кэптен ВМС США в отставке и бывший астронавт НАСА. Принимал участие в четырёх полётах по программе «Спейс Шаттл», в том числе в самом первом, в качестве второго пилота, и трёх в качестве командира. Криппен награждён Космической медалью почёта Конгресса (2006, к 25-летию первого полёта Шаттла). За пять лет до этого, к 20-летию полёта, его имя включено в Зал славы астронавтов.
Женат на Пандоре Ли Пакетт из Майами, Флорида. Имеет трёх дочерей.

## Образование
После окончания школы в Нью-Кани, Техас, Криппен поступил в Техасский университет в Остине, который он окончил в 1960 году со степенью бакалавра в области аэрокосмических технологий. Также он был избран членом техасского подразделения общества Сигма Гамма Тау.

## Карьера
Криппен попал в ряды ВМС США в рамках программы подготовки кандидатов в офицеры авиации для ВМС США (программа AOCS). Он летал на штурмовике Дуглас A-4 «Скайхок» в составе 72-й штурмовой эскадрильи «Голубые ястребы», базировавшейся на авианосце «Индепенденс». Позже он поступил в школу лётчиков-испытателей ВВС США на авиабазе «Эдвардс» в Калифорнии. После окончания школы он оставался на авиабазе «Эдвардс» в качестве инструктора до тех пор, пока не был привлечен к программе пилотируемой орбитальной лаборатории (программа MOL) в октябре 1966 года.
Криппен стал астронавтом НАСА в 1969 году и состоял в группах поддержки для проектов Skylab 2, Skylab 3, Skylab 4 и экспериментального полёта «Союз» — «Аполлон». Он был пилотом первого испытательного орбитального полёта в рамках программы «Спейс шаттл» (Колумбия STS-1, 12—14 апреля 1981 года) и командиром трёх других полётов: Челленджер STS-7, 18—24 июня 1983 года; Челленджер STS-41С, 6—13 апреля 1984 года; Челленджер STS-41G, 6—13 октября 1984 года. Таким образом, Криппен не только участвовал в первом полёте шаттла, но и руководил первым экипажем астронавтов из пяти человек (STS-7, в который также входила первая американка-астронавт), первой операцией по ремонту спутника (STS-41C) и первым экипажем астронавтов из семи человек (STS-41G, где к тому же впервые были две женщины — снова Салли Райд и Кэтрин Салливан, впервые совершившая в этом полёте выход в открытый космос). Он был назначен командиром полёта STS-62A, который должен был стартовать с нового стартового комплекса SLC-6 на авиабазе Ванденберг. Этот полёт был отменён после гибели «Челленджера», а комплекс SLC-6 был закрыт, после того как ВВС США вернулись к практике запуска спутников на ракетах-носителях «Титан».
Криппен ушёл на пенсию из рядов ВМС США и работал в должности директора Космического центра Кеннеди с 1992 по 1995 год. За этот период центр подготовил и осуществил 22 полёта в рамках программы «Спейс шаттл». Также ему удалось добиться значительной экономии средств при помощи использования более эффективных технологий.
С апреля 1995 по ноябрь 1996 года он работал в должности вице-президента компании Lockheed Martin в Орландо, Флорида.
С декабря 1996 по апрель 2001 года Криппен занимал должность президента компании Thiokol, занимавшейся производством боковых ускорителей МТКК «Спейс шаттл» и других твердотопливных ракетных двигателей.